# Pax Soprana
"Pax Soprana" es el sexto episodio de la serie de HBO Los Soprano. Fue escrito por Frank Renzulli y dirigido por Alan Taylor. El capítulo fue estrenado el 14 de febrero de 1999 en Estados Unidos.

## Protagonistas
- James Gandolfini como Tony Soprano.
- Lorraine Bracco como Dr. Jennifer Melfi
- Edie Falco como Carmela Soprano.
- Michael Imperioli como Christopher Moltisanti.
- Dominic Chianese como Corrado Soprano, Jr.
- Vincent Pastore como Pussy Bonpensiero.
- Steven Van Zandt como Silvio Dante. *
- Tony Sirico como Paulie Gualtieri. *
- Robert Iler como Anthony Soprano, Jr. *
- Jamie-Lynn Sigler como Meadow Soprano. *
- y Nancy Marchand como Livia Soprano.

* = sólo en los créditos

### Protagonistas invitados
- John Heard como Vin Makazian.
- Jerry Adler como Hesh Rabkin.

#### Otros protagonistas
| - Al Sapienza como Mikey Palmice. - Paul Schulze como Padre Phil Intintola. - Oksana Lada como Irina Peltsin. - Tony Darrow como Larry Boy Barese. - George Loros como Raymond Curto. - Joe Badalucco, Jr. como Jimmy Altieri. - Vince Curatola como Johnny Sack. - Freddy Bastone como Batman. - William Conn como anciano. - Maurizio Corbino como camarero. | - Sylvia Kauders como anciana. - Salem Ludwig como Mr. Capri - Prianga Pieris como mecánico. - Salvatore Piro como Sammy Grigo. - Christopher Quinn como Rusty Irish. - Dave Salerno como jugador de cartas. - Frank Santorelli como Georgie. - Donn Swaby como tipo en el puente. - Sonny Zito como Joseph "Joey Eggie" Marino. |

## Primeras apariciones
- John "Johnny Sack" Sacramoni:  el subjefe de la familia criminal Lupertazzi, una de las Cinco familias de Nueva York.

## Fallecidos
- Dominic Capri: el nieto del sastre de tío Junior, el señor Capri que se suicidó tras tomar drogas de diseño vendidas por Rusty Irish.
- Rusty Irish: asesinado por Mikey Palmice con la ayuda de Joseph Marino por orden de tío Junior.